# Motorcross der Naties 2006
De 60e Motorcross der Naties werd gereden op 24 september 2006 op het circuit van Matterley Basin nabij Winchester (Engeland), het circuit waarop eerder dat jaar ook de Grote Prijs van Groot-Brittannië in de MX1 en MX2-klasse was gereden.
Van de meer dan dertig deelnemende landen mochten de twintig besten uit de kwalificaties deelnemen aan de finale. Elke ploeg bestond uit drie rijders: één in de MX1-klasse, één in de MX2-klasse, en één in de "Open" klasse, dus met vrije keuze van de motor. De wedstrijd bestond uit drie reeksen waarin telkens twee rijders per land uitkwamen: resp. MX1 en MX2, MX2 en Open, en MX1 en Open. De puntenstand per land was de som van de vijf beste plaatsen die de rijders in de reeksen behaalden; het slechtste resultaat werd geschrapt.
- Voor België bestond de ploeg uit de eerste drie van het Wereldkampioenschap MX1 2006: Stefan Everts (MX1), Kevin Strijbos (MX2) en Steve Ramon (Open). Oud-wereldkampioen Joël Robert was de ploegleider.
- Voor Nederland bestond de ploeg uit Marc de Reuver (MX1), George Strik (MX2) en Bas Verhoeven (Open). Nederland geraakte niet gekwalificeerd voor de A-finales op zondag.
- De Verenigde Staten werden vooraf als grootste concurrenten van België beschouwd, hoewel hun toprijder Ricky Carmichael niet kon meedoen vanwege een blessure. De Amerikaanse ploeg: James Stewart (MX1), Ryan Villopoto (MX2), en Ivan Tedesco (Open), stond ook onder leiding van een Belgisch ex-wereldkampioen, Roger De Coster.

Tienvoudig wereldkampioen Stefan Everts won in zijn laatste officiële wedstrijd zijn beide reeksen (de Italiaanse MX2-rijder Antonio Cairoli won de andere reeks), maar dit was niet genoeg voor de overwinning. De Amerikanen waren als ploeg regelmatiger, weliswaar zonder reeksoverwinning maar met drie tweede plaatsen, en wonnen zo de wedstrijd vóór België en Nieuw-Zeeland. De Belgen hadden in de tweede reeks hun kansen al verspeeld, toen Kevin Strijbos kort voor het einde uitviel en pas als 33e werd gerangschikt.

## Uitslag Kwalificaties

### Kwalificatiereeks MX1
| 1  | James Stewart      | Verenigde Staten    |
| 2  | Stefan Everts      | België              |
| 3  | Billy Mackenzie    | Verenigd Koninkrijk |
| 4  | Joshua Coppins     | Nieuw-Zeeland       |
| 5  | Tanel Leok         | Estland             |
| 6  | Maximilian Nagl    | Duitsland           |
| 7  | David Philippaerts | Italië              |
| 8  | Sébastien Pourcel  | Frankrijk           |
| 9  | Jonathan Barragán  | Spanje              |
| 10 | Marc de Reuver     | Nederland           |

### Kwalificatiereeks MX2
| 1   | Ryan Villopoto     | Verenigde Staten    |
| 2   | Christophe Pourcel | Frankrijk           |
| 3   | Antonio Cairoli    | Italië              |
| 4   | Ben Townley        | Nieuw-Zeeland       |
| 5   | Tyla Rattray       | Zuid-Afrika         |
| 6   | Kevin Strijbos     | België              |
| 7   | Tommy Searle       | Verenigd Koninkrijk |
| 8   | Brett Metcalfe     | Australië           |
| 9   | Rui Gonçalves      | Portugal            |
| 10  | Carlos Campano     | Spanje              |
| ... | ...                | ...                 |
| 27  | George Strik       | Nederland           |

### Kwalificatiereeks Open
| 1   | Steve Ramon             | België              |
| 2   | Ivan Tedesco            | Verenigde Staten    |
| 3   | Wyatt Avis              | Zuid-Afrika         |
| 4   | Yves Demaria            | Frankrijk           |
| 5   | Jussi-Pekka Vehviläinen | Finland             |
| 6   | Blair Morgan            | Canada              |
| 7   | Carl Nunn               | Verenigd Koninkrijk |
| 8   | Marc Ristori            | Zwitserland         |
| 9   | Cristian Beggi          | Italië              |
| 10  | Cody Cooper             | Nieuw-Zeeland       |
| ... | ...                     | ...                 |
| 22  | Bas Verhoeven           | Nederland           |

## Uitslag Reeksen

### Eerste Reeks (MX1 + MX2)
| 1  | Stefan Everts      | België           |
| 2  | James Stewart      | Verenigde Staten |
| 3  | Ryan Villopoto     | Verenigde Staten |
| 4  | Christophe Pourcel | Frankrijk        |
| 5  | Ben Townley        | Nieuw-Zeeland    |
| 6  | Joshua Coppins     | Nieuw-Zeeland    |
| 7  | David Philippaerts | Italië           |
| 8  | Maximilian Nagl    | Duitsland        |
| 9  | Tyla Rattray       | Zuid-Afrika      |
| 10 | Antonio Cairoli    | Italië           |
| 11 | Kevin Strijbos     | België           |

### Tweede reeks (MX2 + Open)
| 1   | Antonio Cairoli         | Italië              |
| 2   | Ryan Villopoto          | Verenigde Staten    |
| 3   | Ben Townley             | Nieuw-Zeeland       |
| 4   | Steve Ramon             | België              |
| 5   | Tyla Rattray            | Zuid-Afrika         |
| 6   | Ivan Tedesco            | Verenigde Staten    |
| 7   | Christophe Pourcel      | Frankrijk           |
| 8   | Jüssi-Pekka Vehvilaïnen | Finland             |
| 9   | Tommy Searle            | Verenigd Koninkrijk |
| 10  | Carlos Campano          | Spanje              |
| ... | ...                     | ...                 |
| 33  | Kevin Strijbos          | België              |

### Derde Reeks  (MX1 + Open)
| 1  | Stefan Everts      | België              |
| 2  | James Stewart      | Verenigde Staten    |
| 3  | David Philippaerts | Italië              |
| 4  | Tanel Leok         | Estland             |
| 5  | Steve Ramon        | België              |
| 6  | Jonathan Barragán  | Spanje              |
| 7  | Sébastien Pourcel  | Frankrijk           |
| 8  | Joshua Coppins     | Nieuw-Zeeland       |
| 9  | Ivan Tedesco       | Verenigde Staten    |
| 10 | Billy Mackenzie    | Verenigd Koninkrijk |

### Eindstand
| 1  | Verenigde Staten    | 15 (2+2+2+3+6)     |
| 2  | België              | 22 (1+1+4+5+11)    |
| 3  | Nieuw-Zeeland       | 35 (3+5+6+8+13)    |
| 4  | Italië              | 37 (1+3+7+10+16)   |
| 5  | Frankrijk           | 48 (4+7+7+15+15)   |
| 6  | Verenigd Koninkrijk | 55 (9+10+11+12+13) |
| 7  | Zuid-Afrika         | 59 (5+9+11+16+18)  |
| 8  | Spanje              | 67 (6+10+14+17+20) |
| 9  | Estland             | 69 (4+12+13+16+24) |
| 10 | Finland             | 78 (8+14+17+19+20) |